# Júlio Miranda Calha
Júlio Francisco Miranda Calha GOIH • GCM (Portalegre, 17 de novembro de 1947 — Lisboa, 28 de março de 2020) foi um político e professor português. Afiliado ao Partido Socialista, desempenhou altas funções na administração local e nacional, incluindo Governador Civil de Portalegre, deputado na assembleia constituinte e na Assembleia da República Portuguesa, e secretário de estado de várias pastas.

## Biografia

### Primeiros anos
Nasceu em 17 de Novembro de 1947, em Portalegre. Concluiu uma licenciatura em Filologia Germânica, e um curso superior de Ciências Pedagógicas.

### Carreira
A sua profissão foi como professor, tendo trabalhado no Liceu Nacional de Portalegre, e sido director da Escola Preparatória de Castelo de Vide. Após a Revolução do 25 de Abril de 1974, fez parte do sindicato dos professores, tendo sido membro fundador da Direcção do Sindicato dos Professores do Distrito de Portalegre. Também exerceu como director do Semanário Regional A Rabeca, e foi um dos fundadores da Cooperativa Rádio Portalegre.
Tornou-se membro do Partido Socialista desde o início daquela organização, tendo sido um dos impulsionadores do núcleo do partido no Distrito de Portalegre.
Desempenhou um grande número de cargos políticos, tanto a nível nacional como regional e local, tendo exercido como deputado à Assembleia Constituinte e à Assembleia da República nas I, II, III, IV, V, VI, VII, VIII, IX, X, XI, XII e XIII Legislaturas, tendo sido eleito treze vezes pelo círculo de Portalegre, e uma vez por Lisboa e outra pelo Porto. Também ocupou as posições de vice-presidente da Assembleia da República, e de secretário de Estado da Administração Regional e Local, da Defesa Nacional e dos Desportos, em vários governos do Partido Socialista. Foi igualmente presidente da Comissão do Ambiente, Ordenamento do Território e Poder Local, Governador Civil de Portalegre, e fez parte das Comissões de Administração Interna, Poder local e da Juventude da Assembleia da República. Enquanto secretário de Estado do Desporto do governo do Bloco Central (IX Governo Constitucional de Portugal), foi ouvido, como testemunha, no processo judicial relativo aos pagamentos ilegais do governo à antiga Direção-Geral dos Desportos, tendo o juiz de instrução concluído pela existência de despachos ilegais emitidos por Miranda Calha, enquanto secretário de Estado do Desporto. O juiz de instrução criminal referiu que só não havia sido apurada a responsabilidade criminal de Miranda Calha tendo em consideração que o Ministério Público não havia procedido a qualquer investigação ou acusação contra Miranda Calha.
Presidiu à Comissão Parlamentar de Defesa Nacional, e foi membro da Comissão de Defesa da Assembleia Parlamentar da União da Europa Ocidental, vice-presidente da Assembleia Parlamentar da Organização do Tratado do Atlântico Norte, presidente da Comissão de Segurança e Defesa da Assembleia Parlamentar daquela organização, vice-presidente da Comissão Económica da Assembleia Parlamentar do Atlântico Norte, membro da Comissão de Segurança e Defesa da Assembleia Parlamentar do Atlântico Norte, relator geral da Comissão de Segurança e Defesa da Assembleia Parlamentar do Atlântico Norte, e presidente da Sub-Comissão para a Cooperação Atlântica em matéria de Defesa e Segurança. Também participou na Assembleia Parlamentar da União da Europa Ocidental, e foi presidente da Sub-Comissão para a Convergência e Cooperação Económica Este-Oeste.
A nível local exerceu como presidente da Assembleia Municipal de Portalegre, tendo sido o autarca mais novo a desempenhar funções após a Revolução de 25 de Abril.
Foi igualmente o autor de várias obras sobre os temas de política, defesa nacional, desporto e autarquias.

### Falecimento e homenagens
Faleceu em 28 de Março de 2020, aos 72 anos de idade, devido a um acidente vascular cerebral.
Foi condecorado com o grau de grande-oficial na Ordem do Infante D. Henrique em 21 de Abril de 2005, e a grã-cruz da Ordem do Mérito em 27 de Fevereiro de 2006. Também recebeu a Medalha de Mérito Municipal Grau Ouro do Município de Portalegre.
Após o seu falecimento, o Partido Socialista emitiu uma nota de pesar, onde classificou a morte de Miranda Calha «uma grande perda para o Partido Socialista e para Portugal», e elogiou os seus esforços na «construção e consolidação do Estado Democrático, como parlamentar, governante, dirigente e militante.».